# Chalicotherium
Il calicoterio (gen. Chalicotherium)  detto anche giraffa gorilla è un mammifero perissodattilo estinto, appartenente ai calicoteriidi. Visse tra l'Oligocene tardo e il Pliocene inferiore (circa 28 - 3 milioni di anni fa) e i suoi resti fossili sono stati ritrovati in Europa e in Asia.

## Descrizione
L'aspetto di questo grande erbivoro era davvero curioso: per poterlo descrivere si dovrebbe immaginare una sorta di incrocio tra un cavallo, un orso e un gorilla. La testa, in effetti, era piuttosto simile a quella di un cavallo, anche se più robusta e dal muso corto. Le zampe anteriori, però, erano sproporzionatamente lunghe, simili a quelle di una grande scimmia antropomorfa, e conferivano all'intero animale l'aspetto pendente di una iena. Gli zoccoli erano tramutati in lunghi artigli vagamente simili a quelli di un orso, mentre le zampe posteriori erano molto più corte di quelle anteriori. La dentatura era costituita da premolari e molari a corona bassa (brachidonti); i molari erano di forma pressoché quadrata. Sembra che, quando l'animale raggiungeva la maturità sessuale, gli incisivi e i canini superiori andassero persi; probabilmente erano presenti labbra muscolose simili a quelle della giraffa. 
Erano presenti notevoli ispessimenti dell'ischio (che permettevano forse all'animale di "sedersi" per lunghi periodi di tempo) e insolite crescite ossee nel lato dorsale delle falangi ungueali della mano (che consentivano all'animale di camminare sulle nocche, come i gorilla). Queste caratteristiche mostrano un certo grado di convergenza adattativa con altri animali dallo stile di vita probabilmente simile, come i bradipi terricoli giganti (Megatheriidae, Megalonychidae, Mylodontidae), le grandi scimmie antropomorfe, i panda giganti, un gruppo di ungulati sudamericani (Homalodotheriidae) e un gruppo di dinosauri teropodi (Therizinosauridae). 
La specie tipo (Chalicotherium goldfussi) poteva raggiungere i 2,6 metri di altezza al garrese, e si suppone potesse raggiungere una tonnellata e mezza di peso.

## Classificazione
Il genere Chalicotherium venne descritto per la prima volta da Johann Jakob Kaup nel 1833 sulla base di fossili ritrovati in Germania in terreni del Miocene superiore, ma per lungo tempo non furono chiari né l'aspetto né le parentele di questo bizzarro animale. I fossili descritti da Kaup, infatti, erano principalmente resti della dentatura. Solo quando vennero descritti fossili più completi provenienti dalla Francia di un animale simile, noto come Macrotherium sansaniense (ora noto come Anisodon grande), fu chiara l'eccezionalità dei reperti. 

Mandibola di Chalicotherium goldfussi

La specie tipo è Chalicotherium goldfussi, del Miocene superiore della Germania e dell'Austria; altre specie note sono C. brevirostre (inizialmente descritto da Colbert nel 1934 come Macrotherium brevirostre), proveniente dalla formazione di Tung Gur (Miocene superiore della Mongolia Interna, Cina) e C. salinum (inizialmente descritto da Foster Cooper come Macrotherium salinum), del Pliocene inferiore dei Siwaliks (India); fossili di questa specie sono stati poi rinvenuti anche in Pakistan (Miocene medio) e in Cina (Miocene superiore). Al genere Chalicotherium venne ascritta inizialmente da Kaup anche la specie C. antiquum, ma successive analisi hanno indicato che i pochi fossili attribuiti a questa specie sono a tutti gli effetti indeterminati. 
Chalicotherium è il genere eponimo del gruppo dei calicoteri e della famiglia Chalicotheriidae, comprendente insoliti mammiferi perissodattili dalle notevoli specializzazioni degli arti. In particolare, Chalicotherium era un membro della sottofamiglia Chalicotheriinae, comprendente i calicoteri dalle braccia più allungate e dall'aspetto più pendente. Affini a questo genere (e a volte confusi con esso) erano Anisodon e Nestoritherium.

Denti di Chalicotherium goldfussi

## Paleoecologia
I denti a corona bassa indicano che Chalicotherium si cibava di materiale vegetale tenero, probabilmente costituito da foglie degli alberi e frutti. Le lunghe zampe anteriori erano probabilmente d'aiuto per avvicinare i rami alla bocca, mentre le callosità ossee del bacino probabilmente permettevano all'animale di "sedersi" per nutrirsi più comodamente per lunghi periodi di tempo. Le zampe anteriori erano probabilmente dotate di cuscinetti protettivi per le falangi, in modo tale che l'animale potesse camminare sulle nocche e che gli artigli non si danneggiassero durante lo spostamento. I formidabili artigli, inoltre, erano probabilmente efficaci armi di difesa.

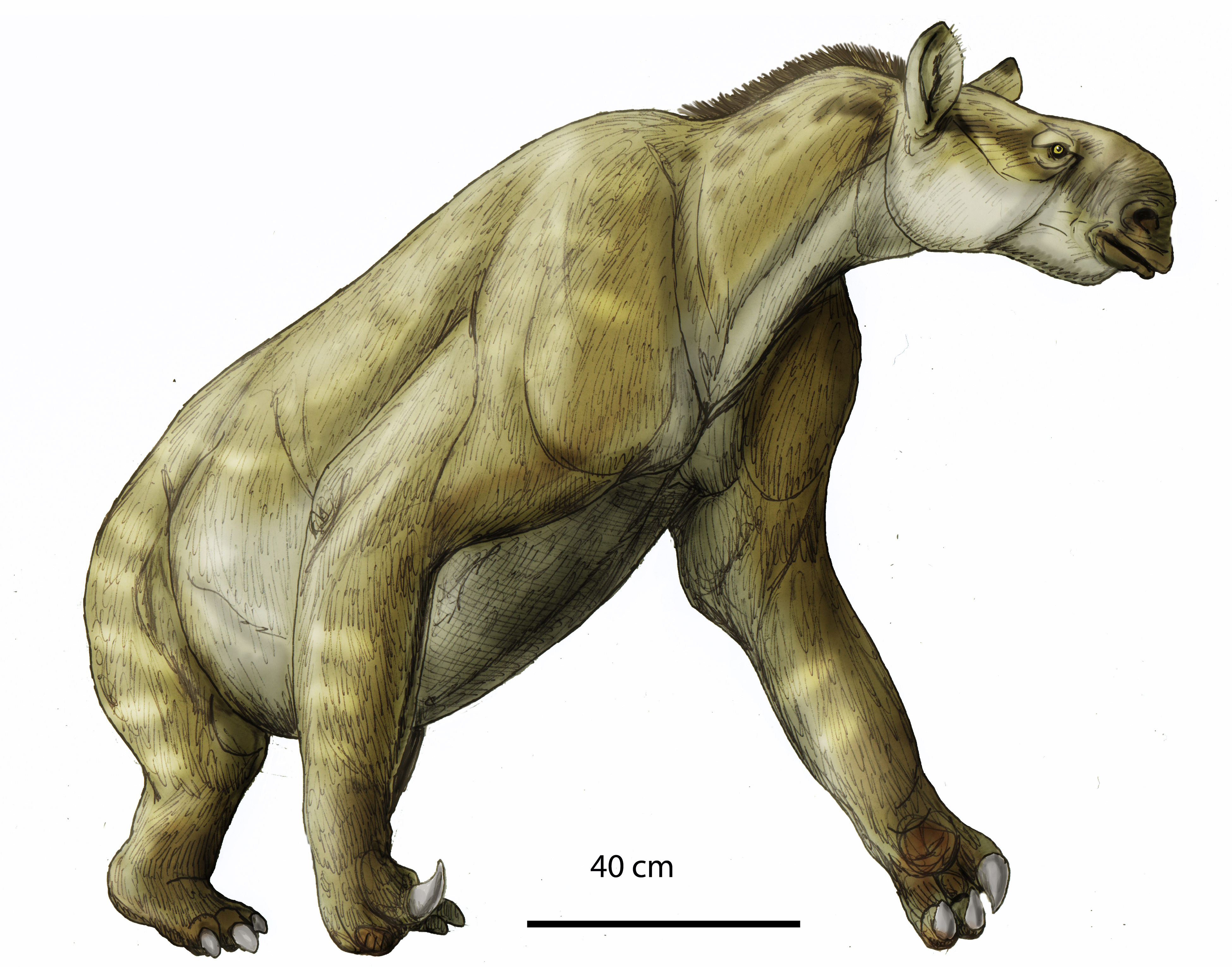
Ricostruzione di Chalicotherium brevirostre